# Mouttagiáka
Mouttagiáka är en ort i Cypern.   Den ligger i distriktet Eparchía Lemesoú, i den södra delen av landet, 60 km söder om huvudstaden Nicosia. Mouttagiáka ligger 67 meter över havet och antalet invånare är 2 818. Den ligger på ön Cypern.
Terrängen runt Mouttagiáka är kuperad åt nordväst, men åt sydost är den platt. Havet är nära Mouttagiáka åt sydost.  Närmaste större samhälle är Limassol, 7,0 km sydväst om Mouttagiáka. 